# 赵谋明
赵谋明，华南理工大学教授，长江学者特聘教授，从事生物活性肽、蛋白质结构与改性等理论与实际研究。赵谋明还是中国国家“863”蛋白质催化转化项目首席专家，国务院政府特殊津贴专家。